# Wydział Turystyki i Rekreacji Akademii Wychowania Fizycznego Józefa Piłsudskiego w Warszawie
Wydział Turystyki i Rekreacji Akademii Wychowania Fizycznego Józefa Piłsudskiego w Warszawie – jeden z trzech wydziałów Akademii Wychowania Fizycznego Józefa Piłsudskiego w Warszawie. Jego siedziba znajduje się przy ul.Marymonckiej 34 w Warszawie.

## Struktura
- Katedra Turystyki
- Katedra Rekreacji
- Katedra Zarządzania i Ekonomii[2]

## Kierunki studiów
- turystyka i rekreacja

## Władze
Dziekan: dr hab. Stanisław Piekarski

Prodziekan ds. dydaktycznych: dr Anetta Majchrzak-Jaszczyk

Prodziekan ds. nauki: dr Jacek Oleksiejuk

Prodziekan ds. studenckich: dr Jacek Klawender